# Lekker gewoon
"Lekker gewoon" is de eerste en enige single van het improvisatiekwartet De Lama's. De single debuteerde op 17 oktober 2008 op BNN, na een aflevering van het programma. Het nummer uitgebracht met The Partysquad duurt 3 minuten en 26 seconden.

## Clip
In het begin vertelt Patrick Lodiers, bedenker en presentator van het tv-programma, dat de meeste Bekende Nederlanders heel arrogant zijn. Toch kent hij een paar jongens die dat niet zijn. Vervolgens krijgt hij een deur in zijn gezicht gegooid, waarop De Lama's, Tijl Beckand, Ruben Nicolai, Ruben van der Meer en Jeroen van Koningsbrugge, naar buiten lopen. In de clip zijn vooral feesten te zien, waar de Lama's en Patrick aan het dansen en zingen zijn. In de coupletten worden er fictieve gebeurtenissen omschreven die de uitspraak van Patrick Lodiers 'onbedoeld' weerleggen, zoals dat Jeroen een stichting 'Zaad voor meisjes' heeft. In deze stichting zorgt hij voor zaden zodat de meisjes kunnen tuinieren. Op het einde staat Tijl voor de camera met een T-shirt waarop staat: 'Say No to Drugs', terwijl hij even daarvoor zijn neus in de cocaïne heeft gedoopt.